# مطار لويانغ الدولي
مطار لويانغ الدولي (بالإنجليزية: Luoyang Beijiao Airport)‏ (إياتا: LYA، إيكاو: ZHLY) يقع في مدينة لويانغ في جمهورية الصين الشعبية. صنف مطار لويانغ الدولي في المرتبة الخامسة والثمانون في الصين من حيث عدد الركاب عام 2011 وفقًا لإدارة الطيران المدني في الصين، حيث تعامل مع 354,677 راكب، وبلغ إجمالي حركة الطائرات (القادمة والمغادرة) 198,086 طائرة وقد بلغت كمية البضائع المنقولة عبر المطار 1,158 طن.

## شركات الطيران والوجهات
| شركـات طيـران             | الوجهات |
| ------------------------- | --- |
| Air Guilin                | مطار قويلين يانغ جيانغ الدولي |
| Chengdu Airlines          | مطار تشنغدو شوانغليو الدولي، مطار يهاي داسهويبو |
| خطوط شرق الصين الجوية     | مطار بكين داشينغ الدولي، مطار داليان الدولي، مطار هوهوت بايتا الدولي، مطار كونمينغ جانغشوي الدولي، مطار شانغهاي هونغكياو الدولي، مطار شانغهاي بودنغ الدولي                        |
| خطوط جنوب الصين الجوية    | مطار قوانغتشو باييون الدولي، مطار هوهوت بايتا الدولي، مطار شينزين باوان الدولي |
| Colorful Guizhou Airlines | مطار قوييانغ لونغدونغابو الدولي |
| طيران جي إكس              | مطار تشانغشا هوانغوا الدولي، مطار هايكو ميلان الدولي، مطار نانينغ الدولي، مطار سانيا فينيكس الدولية، مطار تشوهاى سانزو                                                            |
| Jiangxi Air               | مطار هاربين الدولي، مطار نانتشانغ تشانغبى الدولي |
| OTT Airlines              | مطار هوهوت بايتا الدولي، مطار نانتشانغ تشانغبى الدولي |
| Qingdao Airlines          | مطار تشونغتشينغ جيانغبى الدولي، مطار شنيانغ الدولي |
| سبرينغ (شركة طيران)       | مطار تشونغتشينغ جيانغبى الدولي، مطار لانتشو تشونغ تشوان، مطار نينغبو ليش الدولي، مطار شانغهاي بودنغ الدولي، مطار شنيانغ الدولي، مطار أورومتشي الدولي، مطار ونزهو يونجقيانج الدولي |
| خطوط زيامن الجوية         | مطار هانغتشو شياوشان الدولي، مطار شيامن قاوتشي الدولي، مطار شينينغ الدولي، مطار ينتشوان خه دونغ                                                                                   |